# Susupuato
Susupuato là một đô thị thuộc bang Michoacán, México. Năm 2005, dân số của đô thị này là 7703 người.